# 214 (tal)
214 är det naturliga talet som följer 213 och som följs av 215.

## Inom vetenskapen
- 214 Aschera, en asteroid

## Inom matematiken
- 214 är ett jämnt tal.
- 214 är ett semiprimtal
- 214 är ett sammansatt tal.
- 214 är ett 37-gontal.
- 214!! − 1 är ett primtal med 205 siffror.
- Det elfte perfekta talet 2106×(2107−1) har 214 delare.